# 安祖·基夫布朗
安祖·基夫布朗（Andrew Cave-Brown，1988年8月5日—），乃一名出生於英格蘭格雷夫森德的足球運動員，由於母親是蘇格蘭人，所以他選擇代表蘇格蘭在國家隊級別比賽。凯夫-布朗司職右閘，代表蘇格蘭16歲以下國家隊，參加2002/03年度的「勝利盾」比賽。

## 生平
基夫布朗就讀於英格蘭東南部肯特（Kent）的加夫山語言學校（Gravesend Grammar School）。原本出身於查爾頓，但在2004/05年球季時他獲得獎學金，故離開查爾頓，轉投到諾域治讀書。代表诺里奇城首次上陣是在2006年1月英格蘭足總盃第三圈賽事，對英超球隊韋斯咸，時他於臨完場以後備身份入替。而在2006年8月首次以正選身份代表諾域治上陣，則是在英格蘭聯賽盃第一圈賽事對托基聯，可惜比賽不足半小時，便因為腳傷而要被擔架抬離場。他在2006年4月正式成為職業球員。
2005年8月，基夫布朗被蘇格蘭19歲以下國家隊徵召，參與2006年歐洲U-19足球錦標賽的所有外圍賽，以及決賽週的賽事，蘇格蘭在決賽僅以1-2負於西班牙而屈居亞軍。
2006年12月，基夫布朗外借到諾域治鄰近的非聯賽球會京士利恩兩個月。因為前諾域治預備組領隊基夫·韋伯（Keith Webb）剛接任成為京士利恩一隊教練，到2007年2月，基夫布朗外借完畢，返回諾域治一隊。2008年夏季被放棄。2008年7月1日簽約一年加盟莱顿东方。於效力兩年及上陣34場後，在2009/10年球季季後遭放棄。

## 註腳
1. ↑  .   [2008-06-18]. （原始内容存档于2016-03-07）.
2. ↑  .   [2008-07-02]. （原始内容存档于2020-11-05）.
3. ↑  . BBC Sport. 2010-05-10  [2010-05-15]. （原始内容存档于2020-03-23） （英语）.

## 外部連結
- 足球資料庫